# スタンリー・ラウス
サー・スタンリー・ラウス（英語: Sir Stanley Rous, 1895年4月25日 - 1986年7月18日）は、国際的に活躍したイングランドの元サッカー審判員であり、フットボール・アソシエーションの理事および国際サッカー連盟（FIFA）の第6代会長を務めた人物である。

## 生涯

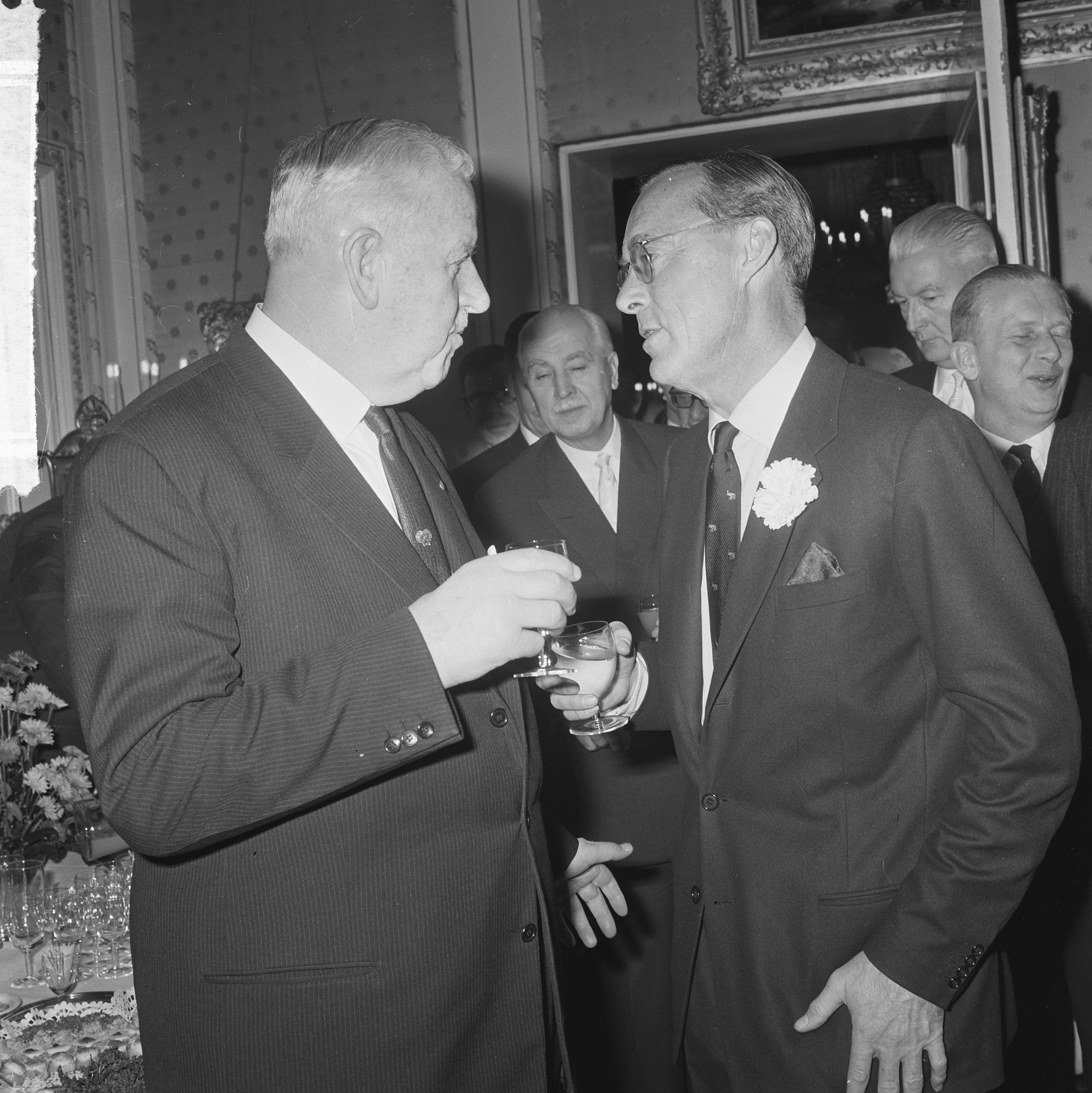
オランダのベルンハルト王配（右）と（1964年）。

元々、ワトフォード・ボーイズ・グラマースクールの体育教師だったラウスは、皮肉にもその学校での主要競技をサッカーからラグビーに変える役割を担っていた。ラウスの選手歴は、アマチュアレベルのゴールキーパーに留まったが、同時に国際審判として36の国際試合で審判を務めた。
競技生活から引退した後、ラウスは管理職へと転じた。ラウスは1934年から1962年にかけてフットボール・アソシエーションの理事職を務め、さらに1961年から1974年の間、国際サッカー連盟（FIFA）の第6代会長の座にあった。1974年7月11日に会長職を退く際はFIFA名誉会長に推挙された。
ラウスのサッカーに対する貢献として特に著名なものに、1938年のサッカールール（Laws of the Game）改訂が挙げられる。これは、ルールをより単純で理解しやすいようにしたものである。
短命に終わったラウス・カップは、ラウスの名にちなんでいる。
ラウスは1986年に91歳で死去した。ラウスの遺灰は、生地の村にほど近いノーフォークのサッカー場に散骨された。